# Iso-Kekko och Pikku-Kekko
Iso-Kekko och Pikku-Kekko eller Kekonlampi är en sjö i Finland. Den ligger i kommunen Hyrynsalmi i landskapet Kajanaland, i den centrala delen av landet, 500 km norr om huvudstaden Helsingfors. Iso-Kekko och Pikku-Kekko ligger 211 meter över havet. Den är 2,2 meter djup. Arean är 34,1 hektar och strandlinjen är 5,31 kilometer lång. Sjön  ingår i Uleälvens huvudavrinningsområde. 